# Région de langue française de Belgique

Les quatre régions linguistiques de Belgique. La région de langue française est en rouge.

La région de langue française  est une des quatre régions linguistiques de Belgique,. Elle comprend les 252 communes de Belgique dont la seule langue officielle (en faisant abstraction des facilités) est le français. Elle a une superficie de 16 047 km2 (95 % du territoire wallon). Avec ses quelque 3 362 204 habitants, elle regroupe environ 97,8 % de la population de la Région wallonne (le reste étant constitué par les habitants de la région de langue allemande) et 31,8 % de la population belge.

## Politique
Les quatre régions linguistiques de Belgique ne sont pas des entités administratives. Elles ne sont que les « blocs territoriaux » sur lesquels l'État fédéral belge et ses six entités fédérées (c'est-à-dire les trois Communautés et les trois Régions) se répartissent leurs compétences.
La région de langue française dépend de la Région wallonne pour les matières liées à l'économie et à l'aménagement du territoire, de la Communauté française de Belgique principalement pour la culture et l'enseignement, et de l'État fédéral belge pour les compétences résiduelles telles que la justice, la défense nationale, la police.

## Langues
Le français est la seule langue officielle.
- Il existe cependant à proximité de la frontière linguistique avec la région de langue néerlandaise, quatre communes avec facilités pour les néerlandophones :
  - Comines-Warneton (Komen-Wasten),
  - Enghien (Edingen),
  - Flobecq (Vloesberg),
  - Mouscron (Moeskroen).

- Trois communes accordent des facilités en allemand et en néerlandais uniquement en matière d’enseignement (les facilités en matière administrative pourraient théoriquement être demandées par le conseil communal et approuvées par un arrêté royal, et ensuite par une loi) :
  - Baelen (en néerlandais : Balen),
  - Plombières (en allemand : Bleyberg, en néerlandais : Bleiberg),
  - Welkenraedt (en allemand : Welkenrath, en néerlandais : Welkenraat).

- Deux organisent des facilités en allemand :
  - Waimes (en allemand : Weismes),
  - Malmedy.